# 吉展ちゃん誘拐殺人事件
吉展ちゃん誘拐殺人事件（よしのぶちゃんゆうかいさつじんじけん）とは、1963年（昭和38年）3月31日に東京都台東区入谷町（現在の松が谷）で起きた身代金目的の誘拐殺人事件。吉展ちゃん事件とも呼ぶ。

## 概要
日本で初めて報道協定が結ばれた事件であり、この事件がきっかけで、被害者やその家族に対しての被害拡大防止およびプライバシー保護の観点から、誘拐事件の際には報道協定を結ぶ慣例が生まれた。また報道協定解除後の公開捜査において、テレビを本格的に取り入れ、テレビやラジオで犯人からの電話の音声を公開し情報提供を求めるなど、メディアを用いて国民的関心を集めた初めての事件でもあった。
犯人が身代金奪取に成功したこと、迷宮入り寸前になっていたこと、事件解明まで2年3か月を要したこと、犯人の声をメディアに公開したことによって国民的関心事になったため、当時は「戦後最大の誘拐事件」といわれた。『読売新聞』は2000年（平成12年）末、日本国内で20世紀に発生した主な身代金目的の誘拐事件として、本事件と富山・長野連続女性誘拐殺人事件、名古屋女子大生誘拐殺人事件（いずれも1980年発生）を挙げている。

## 事件の経緯
1963年（昭和38年）3月31日 - 16時30分 - 17時40分、東京・台東区入谷町に住む建築業者の長男・村越吉展（当時4歳。以下「被害者」という）が自宅近くにある台東区立入谷南公園（台東区入谷町）に遊びに出掛けていたが行方不明になった。両親は迷子を疑い警察に通報。新聞などで「誘拐」ではなく行方不明として報じられる。
4月1日 - 警察の聞き込みの結果、公園で被害者が「30代の男性」と会話していた目撃情報を得たことから、警視庁捜査一課は誘拐の可能性ありとして捜査本部を設置。
4月2日 - 17時48分、身代金50万円を要求する電話が入る。警察は3年前（1960年）に発生した雅樹ちゃん誘拐殺人事件の悲劇を繰り返さないため、報道機関に対し報道の自粛を要請し、「報道協定」が結ばれる。（※後述の「日暮里大火」はこの日に発生した。）
4月3日  - 19時15分、犯人から「子供は返す、現金を用意しておくように」との電話が入る。
4月4日 - 22時18分、また身代金を要求する電話が入り、家族が被害者の安否を確認させるよう求め電話を4分以上に引き延ばした結果、犯人からの通話の録音に成功。後に公開された音声は、この通話のものである。
この後、4月7日まで犯人から合計9回の電話があった。
4月6日 - 1時40分、犯人より「子供は寝ている、これから金を持ってくる所を指定する」との電話が入る。
5時30分、犯人から「上野駅前の住友銀行脇の電話ボックスに現金を持って来い、警察へは連絡するな」との電話が入る。母親がすぐに指定された電話ボックスへ向かったが、犯人は現れなかった。そして母親は電話ボックスに「現金は持って帰ります、また連絡ください」とのメモを残して自宅へ戻った。この電話ボックスにはその後も犯人は現れなかった。
23時12分、 犯人から「今朝の上野駅の電話ボックスは（警察官がいるので）危なくて近寄れなかった、今度は証拠として子供の靴を置くからそこへ現金を置け、場所はまた後で連絡する」との電話が入る。
4月7日-  1時25分、犯人から「今すぐ（母親が）一人で金を持って来い」との身代金の受け渡し方法を指示する電話が入る。この電話で犯人の指定した現金受け渡し場所は被害者宅からわずか300mしか離れていない自動車販売店にある軽三輪自動車だった。自宅をすぐに出た母親は犯人に指定された場所に行くと、そこには被害者の靴が置いてあったので身代金の入った封筒（50万円・犯人を刺激しないため封筒の中身に本物の紙幣が用意された）をその場所に置いた。警察がその車を注視し始めるまでのわずかな時間差を突いて、犯人は被害者の靴と引き換えに身代金を奪取し逃亡してしまった。警察と被害者側との連携が不十分だったことが原因であった。さらに張り込み捜査員の1人は母親が50万円を置いた側にまわる途中、現場から歩いてくる背広姿の男に会ったが職務質問もしなかった。
以降、犯人からの連絡は途絶え、被害者も帰ってこなかった。
4月13日 - 原文兵衛警視総監がマスコミを通じて、犯人に「（被害者を）親に返してやってくれ」と呼び掛ける。
4月19日 - 警視庁は被害者の自宅近くで犯人を取り逃がし、身代金を奪われた事実を発表し、公開捜査に切り替える。
4月25日 - 下谷北署捜査本部は、脅迫電話の録音を「犯人の声」として公開し、テレビやラジオ、デパート、全国の映画館などで放送、協力を求めた。「吉展ちゃんを捜そう」がメディアから大々的に呼びかけられ、国民的な関心事となった。正午までに220件、合計で1万件に及ぶ情報が警察に寄せられた。犯人に直接つながる有力情報もあったが、直後の逮捕にはつながらなかった。
1965年3月11日 - 警視庁捜査一課の捜査本部を解散、吉展ちゃん事件に関して特捜班を設置した。
7月4日 - 警視庁捜査一課の吉展ちゃん事件特捜班は、小原保（32歳）を営利誘拐、恐喝容疑で逮捕。小原は「誘拐した夜、荒川区南千住のお寺で殺し墓地に埋めた」と自供、犯行当時は台東区御徒町の時計商を解雇され取引先から借金の返済を迫られていた。
7月5日 - 円通寺境内で白骨化した被害者の遺体を発見。

## 捜査
捜査は長引き、犯人を逮捕するまで2年の歳月を要した。捜査が長引いた理由には次のようなものがある。
- 人質は事件発生後すぐに殺害されていたが、警察はそれを知らなかった。
- 警察は人質が殺害されることを恐れ、報道各社と報道協定を結んだ。
- 当時はまだ営利目的の誘拐が少なく、警察に誘拐事件を解決するためのノウハウがなかった。
- 身代金の紙幣のナンバーを控えなかった。
- 犯人からの電話について逆探知ができなかった[注 1]。
- 当初、脅迫電話の声の主を「40歳から55歳くらい」と推定して公開し、犯人像を誤って誘導することになった。

結局は、マスコミを通じて情報提供を依頼する。事件発生から2年が経過した1965年3月11日、警察は捜査本部を解散し、「FBI方式」と呼ばれる専務員を充てる方式に切り替えた。
有力な手がかりとされた脅迫電話の録音テープについて、当初警察庁科学警察研究所の技官鈴木隆雄に録音の声紋鑑定依頼をしたが、当時は技術が確立されていなかった。言語学者の金田一春彦は犯人の声が公開された後、「青」や「三番目」という言葉のアクセントや鼻濁音の使用等から「奥羽南部」（宮城県・福島県・山形県）または茨城県・栃木県出身ではないかという推論を新聞に発表している。最終的には東北大学文学部講師を務めていた言語学者の鬼春人が、1963年10月21日に「犯人は郡山市以南の南東北・北関東出身である」という説を新聞に発表し、出身地の絞り込みにつながることとなった。
その後、警視庁が東京外国語大学の秋山和儀に依頼した鑑定では脅迫電話の声を従来の推測とは異なる「30歳前後」と推定、声紋分析で「犯人からの電話の声が時計修理工の小原保（事件当時30歳）とよく似ている」と指摘した。事件発生直後の1963年5月に、文化放送の記者伊藤登が行き付けの喫茶店で「声によく似た人を知っている」という話を聞き付けたことがきっかけで、よく顔を出すという飲み屋に張り込んで小原に録音を伴ったインタビューをおこない、さらにその後、店にいる小原を呼び出して電話をした際の会話も録音し、それらの音声が残されていた。秋山の指摘は後者の音声を脅迫電話と比較鑑定した結果であった。
これに加え、刑事の地道な捜査により小原のアリバイに不明確な点があることを理由に小原を参考人として事情聴取が行われる。

## 事件解決
それまでにも、小原は被疑者の一人として捜査線上に上がっていた。小原は、1963年8月、賽銭泥棒で懲役1年6月（執行猶予4年）の判決を受けたが、執行猶予中の同年12月に工事現場からカメラを盗み、1964年4月に懲役2年の実刑が確定。前橋刑務所に収監されていた。
警察は、上記の窃盗罪での服役中の小原に対し、取り調べを幾度か行ったが、次の理由から決め手を欠いていた。
- 小原は1963年3月27日から4月3日まで福島県に帰省していたと主張していたが、そのアリバイを覆せる証拠がなかった。
- 事件直後に大金（20万円）を愛人に渡しているが、金額が身代金の額と合わない。
- 脅迫電話の声と小原の声質は似ているが、使用している言葉が違うので同一人物と断定できない。
- ウソ発見器での検査結果は「シロ」であった。
- 片足が不自由であることから、身代金受け渡し現場から素早く逃げられない。

小原には、誘拐発生の1963年3月31日と最初の脅迫電話があった同年4月2日の両日、郷里の福島県内で複数の目撃者が存在していたが、刑事の平塚八兵衛らは徹底的なアリバイの洗い直しを実施した。3月31日の目撃者は雑貨商を営む老婆で、親戚の男性から、野宿をしている男を追っ払ったという話を聞いた翌日に、足の不自由な男が千鳥橋を歩いているところを目撃したという。裏付け捜査により、この男性はワラボッチ（防寒と飾りを兼ねて植物にかぶせる藁囲い）で野宿している男を追っ払った後、駐在所に不審者について報告し、放火されることを防ぐためその日の夕方にワラボッチを片付けた。その日付は、駐在所の記録で3月29日であることが判明。つまり、小原が老婆に目撃されたのは、その翌日の3月30日であることが分かった。
一方、4月2日の目撃者は、この男性の母親。十二指腸潰瘍を患っていた孫（この男性の長男）が、一時中断していた通院を再開した日に、小原を目撃したという。裏付け捜査により、この孫は2月2日から3月8日まで通院。その後、3月28日と4月2日にも通院しているという記録が残っていた。しかし、当日の孫の腹痛は、前夜の節供での草餅の食べ過ぎが原因と判明。節供とは上巳の節供のことで、この土地では旧暦で祝っていた。その年の旧暦3月3日は3月27日。したがって、病院に運ばれた日（目撃された日）は、その翌日の3月28日ということになる。さらに、小原は、3月29日に実家に借金の申し入れをしに行ったものの、何年も帰省していない気まずさから、実家の蔵へ落とし鍵を開けて忍び込み、米の凍餅（しみもち）を食って一夜を明かしたと供述しているが、小原の兄嫁によると、当時は落とし鍵ではなく既に南京錠に替えられていたことが分かった。また、その年は米の不作により米の凍餅は作らなかった（芋餅を作った）ことも分かった。また片足が不自由であり身代金受け渡し現場から素早く逃げられない問題については、アリバイ崩しの過程で実際には身のこなしは敏捷であることが判明した。
大金の金額については、脅迫電話テープの公開直後に（身代金から愛人に渡した残りの金額に相当する）「30枚ほどの一万円札を持っているのを見た」という情報が実弟を名乗る人物からもたらされていたことや、身代金が犯人に奪われた直後の一週間で小原がほとんど収入がないのに42万円もの金額を支出していたことが明らかになった。
小原は前橋刑務所から東京拘置所に移管されたが、別件取調べは人権侵害であるという人権保護団体からの抗議もあり、聴取は10日間に限定された。小原は黙秘を続けたのちに1963年4月に得た大金の出所を「時計の密輸話を持ちかけた人物から横領した」と述べたが、その人物の具体的な情報は話さなかった。その点を問い詰められて、4日目に金の出所についてのそれまでの供述が嘘であることを認めたものの、それ以後は再び黙秘したりする状況が続いた。平塚ら取り調べの刑事たちは、金の出所以外の供述にも嘘があるのではないかと何度も問いただし、さらにはアリバイを崩す捜査の過程で福島県に住む小原の母親に会った際、「もし息子が人として誤ったことをしたなら、どうか真人間になるように言って下さい」と言いながら母親が土下座をしたエピソードを、平塚自らが再現して小原に伝えたりもした。しかし、事件との関係は否定し続けたまま勾留期限を迎えることになった。
小原は前橋刑務所へ戻されることになったが、最後の手段としてFBIで声紋鑑定をすることになり、音声の採取のため、1965年7月3日に取調べ室に呼ばれた。これについて、当初刑事たちはあくまで「雑談」だけをするよう命じられていた。しかし平塚たちは直属上司の許可を得て、福島で調べてきたアリバイの矛盾を初めて直接小原に伝えた。追い込まれた小原はついに、それまでの「東京に戻ったのは4月3日である」という自身の主張が事実とは異なり、4月2日には東京にいたことを「日暮里大火を山手線か何かの電車から見た」と述べる形で認めた。この火災の発生は、1963年4月2日の午後。最初の脅迫電話が掛かってきた時、テレビのニュースでこの火災のことを報じていたのを、被害者の祖母が覚えていた。それでも小原は1963年4月に持っていた金は事件と無関係と言い張ったが、平塚らは「これだけ材料を突きつけられてまだ逃れられると思っているのか」と小原を追い詰め、それからほどなくして小原は金が吉展ちゃん事件と関係のあるものだと供述した。翌7月4日に警視庁に移された小原は、営利誘拐・恐喝で逮捕され、その後の取り調べで全面的に犯行を自供した。

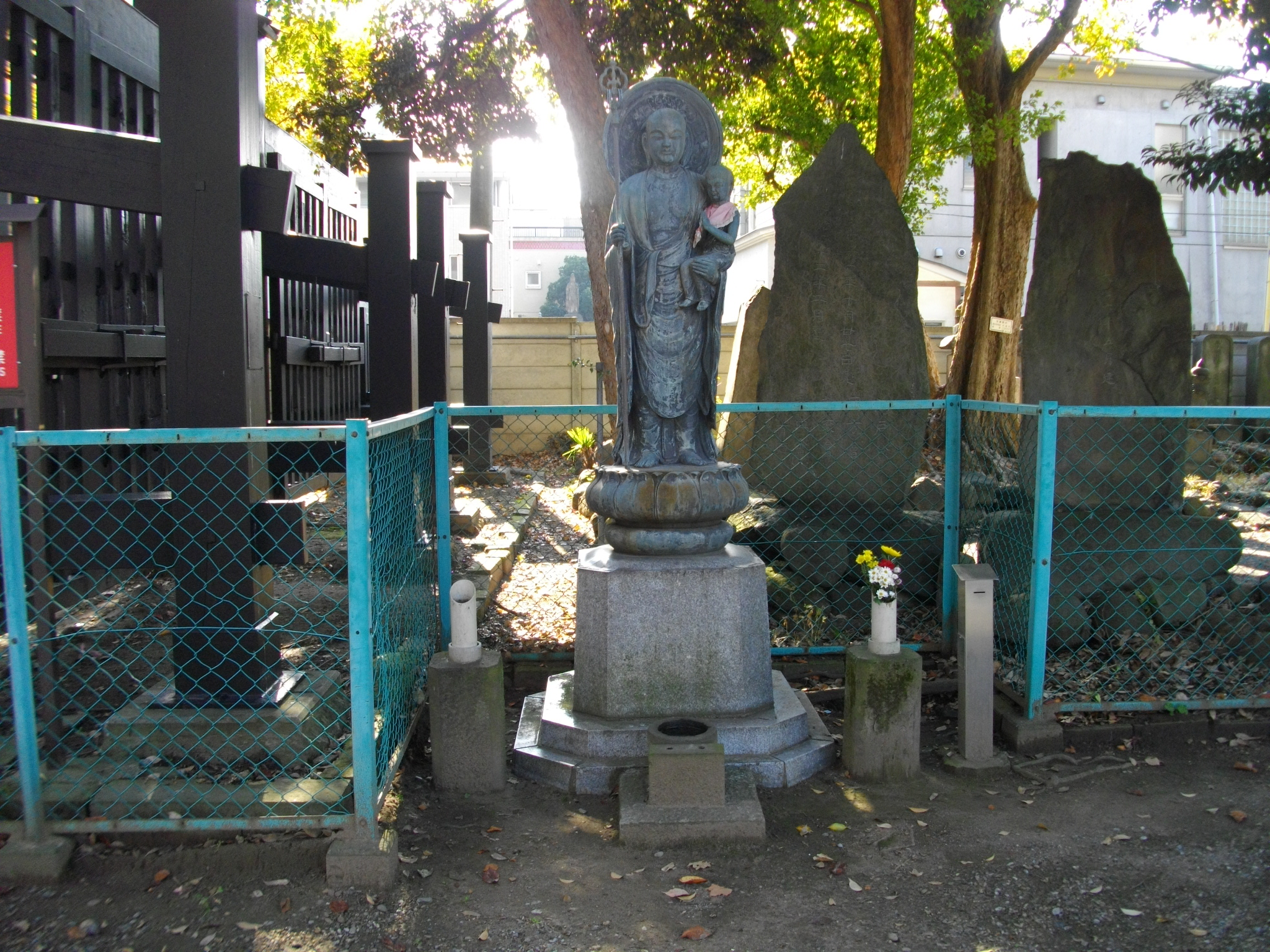
円通寺のよしのぶ地蔵

小原は映画『天国と地獄』の予告編を観たことで犯行を計画したと述べた。被害者が身奇麗だったことから金持ちの子と考え、被害者が持っていた水鉄砲を褒める形で誘拐したが、被害者に足が不自由だと悟られたことから、誘拐直後に殺害していたことが小原の供述から分かった。小原によると、被害者を親に返せば足が不自由なことから自分が犯人と特定されると考えたため殺害に及んだという。身代金の脅迫電話を掛けた1963年4月2日には、既に被害者は殺害された後であった。被害者は1965年7月5日未明、小原の供述から三ノ輪橋近くの円通寺（荒川区南千住）の墓地から遺体で発見され、秘密の暴露となった。遺体を検証した東京都監察医の上野正彦は、被害者の口元から2年で発芽するネズミモチが生え出しているのを見つけ、確かに土中に2年も埋められていたことに改めて冥福を祈ったという。その後、被害者の供養のため、円通寺の境内には、近隣住民らによる募金などを基に「よしのぶ地蔵」が建立され、奉られている。

## 裁判・その後
小原は営利誘拐・殺人・死体遺棄・恐喝の被告人として起訴され、1966年（昭和41年）3月17日、東京地方裁判所で死刑判決を言い渡されたが、弁護側が計画性はなかったとして控訴。同年9月から控訴審として計3回の公判を行うも、11月に東京高等裁判所は控訴を棄却する。弁護側が上告するが、1967年（昭和42年）10月13日、最高裁判所は上告を棄却し死刑が確定する。死刑確定から4年後の1971年（昭和46年）12月23日、死刑囚・小原保は東京拘置所で死刑を執行された（38歳没）。
起訴から6年という異例の短期間で死刑執行された背景には、当時の日本社会に、罪もない子供を身勝手に誘拐・殺害した小原に対して、強い処罰感があったことも一因とされる。殺害方法は、「円通寺で吉展ちゃんの首に自分の蛇革バンドを巻き、さらに両手で絞めて殺害した」が捜査段階での小原の供述で、判決でもそう認定されている。しかし、小原は上告の際にこの自供を覆し、「寺にアベックが入って来たので、声を出されないよう手で口を押えた。気が付いたら死んでいた。取り調べでは何回もその話をしたが、信じてもらえず、捜査官が示す殺害方法を供述してしまった。」と白井正明弁護人に伝えている。これが事実ならば傷害致死で死刑を免れるため、最高裁口頭弁論では白井も強く訴えたが、これに対して当時のメディアの反応は極めて薄く、上告は棄却された。1977年、本田靖晴が書いたノンフィクション『誘拐』でも、この上告審での小原の供述については触れられていない。
小原は獄中から平塚に何度か手紙を送ったとされる。
平塚は1975年（昭和50年）に退職した後、自分が逮捕して死刑となった人物の墓参をおこなった際に、小原が先祖代々の墓に入れてもらえず、その横の小さな盛り土がされただけの所にぞんざいに葬られていたのをみて「胸をグッと突かれたよう」になり、花と線香を手向けたものの合掌することを失念したと述べている。

### 小原と短歌
死刑確定後、教誨師の山田潮透（日蓮宗僧侶）が小原の下へ慰めに訪れたが、小原は「自分は創価学会の信者だ。坊主どもを折伏してみせる」と豪語する始末だったという。「まず心の拠り所を持たせてやらなければ」と考えた教誨師が小原に勧めたのが短歌だった。小原は1969年（昭和44年）6月以降、「土偶短歌会」に入会。次第に教誨師へ心を開き短歌を始めるまでに精神状態は落ち着いた。小原の短歌は同人誌『土偶』主宰者の指導により上達。小原は「福島誠一」のペンネームで投稿し、朝日歌壇に選ばれたりした。死刑執行後の1980年（昭和55年）に出版された歌集『昭和万葉集』（講談社）に小原の短歌が掲載され、3年後の1983年（昭和58年）に『氷歌 - 吉展ちゃん事件から20年 犯人小原保の獄中歌集』（中央出版）が出版される。「福島誠一」の名前は「今度生まれ変わる時は愛する故郷で誠一筋に生きる人間に生まれ変わるのだ」という願いが込められていた。彼が投稿した短歌は370首にも及んでいる。
死刑前日に小原が詠んだ短歌は
- 怖れつつ想いをりしが今ここに　終るいのちはかく静かなる
- 世をあとにいま逝くわれに花びらを　降らすか窓の若き枇杷の木
- 静かなる笑みをたたえて晴ればれと　いまわの水に写るわが顔
- 明日の日をひたすら前に打ちつづく　鼓動を胸に聞きつつ眠る

この4首である。

## 事件の影響
最終的に犯人逮捕に成功したとはいえ、年月を要したばかりか人質の救出に失敗したことから、警視庁上層部が抱いた問題意識は深刻なものであり、翌1964年4月1日、日本初の「誘拐捜査専門部隊」として、捜査一課に特殊犯捜査係が設置された。またこの事件を一つのきっかけとして、1964年、刑法の営利誘拐に「身代金目的略取」という条項が追加され、通常の営利誘拐よりも重い刑罰を科すよう改められた。一方、影響された事件も発生しており、本事件が未解決で捜査中だった1964年に起きた智行ちゃん誘拐殺人事件では、犯人が犯行を着想する際に本事件が念頭にあったとされているほか、本事件の解決後（1969年）に発生した正寿ちゃん誘拐殺人事件でも、加害者の少年（当時19歳）は「（被害者男児を殺害後も靴を持ち歩いていたのは）吉展ちゃん事件の犯人が身代金の取引の際、被害者の靴を使ったことを参考にしたためだ」と自供している。
この事件を題材に本田靖春はノンフィクション『誘拐』を執筆、第39回文藝春秋読者賞と第9回講談社出版文化賞を受賞し、1979年には『戦後最大の誘拐 吉展ちゃん事件』として、後述の通りテレビドラマ化もされた。
小原の逮捕・犯行自供、被害者の遺体発見を受けて1965年7月5日午前7時35分からNHKが放送した『ついに帰らなかった吉展ちゃん』は、ビデオリサーチ・関東地区調べで59.0%の視聴率を記録する（同番組に引き続き、午前8時から放送された「ニュース」も53.6%を記録した）。これは、今日に至るまでワイドニュースの視聴率日本記録となっている。ただし、関西地区調べでの『ついに帰らなかった吉展ちゃん』の視聴率は33.2%にとどまった。
脚注に記載した通り、本事件を契機に犯罪捜査における電話の逆探知が認められるようになった。

## 歌
この事件を主題とした楽曲「かえしておくれ今すぐに（返しておくれ今すぐに）」（作詞：藤田敏雄、作曲：いずみたく）は1965年2月12日、名古屋市公会堂で行われた名古屋労音の例会第一部で、ザ・ピーナッツによって披露され、同年3月、ボニージャックス（キング）、ザ・ピーナッツ（同）、フランク永井（ビクター）、市川染五郎（後の松本白鸚。コロムビア）、芦野宏（東芝音楽工業）による競作で発売された。また、岸洋子、西田佐知子も披露し、オデッタは同年5月に来日した際に日本語で歌唱した。
事件の犯人に訴え掛けたこの楽曲は、「たったひとりの人物に聴かせるために作られ、発売された歌」であり、小原は別件で留置場にいたときラジオでこの歌を聴いていたという。小原が犯行を自供するとラジオなどでは流れなくなったものの、後にオデッタが歌ったものがライブアルバム『オデッタ・イン・ジャパン』に収録された。また、ザ・ピーナッツ、ボニージャックス、市川染五郎、フランク永井、オデッタによるバージョンがCD化されている。
また、凡三原（三原茂）が本事件を題材とした楽曲「よしのぶちゃん」を作詞・作曲し、自身の歌唱により自主制作（販売はポリドール・レコード）でレコード化した（B面は「犯人（ほし）を探せ」）。

## 映画・テレビ
- 『噫（ああ）！吉展ちゃん』1965年、東映・朝日テレビニュース社（現=テレビ朝日映像）

1959年8月から1978年8月にかけて東映系映画館で上映されていたニュース映画『東映ニュース』の特別版。事件発生から最悪の結末までを構成したドキュメンタリー映画で、「東映まんがまつり」の前身である「東映まんが大行進」の一本として劇場公開された。
- 『一万三千人の容疑者』1966年、東映東京、監督：関川秀雄、脚本：長谷川公之、音楽：伊福部昭

事件の主任刑事、堀隆次による同題の捜査手記を原作に映画化された。登場人物の名前は、事件解決からまだ1年しか経っていないこともあって、主任刑事・堀隆次→堀塚修（芦田伸介）、小原保→小畑守（井川比佐志）、村越吉展ちゃん→村山明彦ちゃん、のように変えてある。なお、本作が劇場公開された際、前述のドキュメンタリー映画 『噫（ああ）！吉展ちゃん』と併映した映画館もあったという。
- 『戦後最大の誘拐 吉展ちゃん事件』1979年、テレビ朝日、S・H・P（オフィス・ヘンミ、現：オフィス・ヘンミ・クリエイティブ）、平塚八兵衛：芦田伸介、小原保：泉谷しげる

原作：本田靖春『誘拐』、監督：恩地日出夫、脚本：柴英三郎、音楽：広瀬量平
実際の犯行現場、小原の実家やその周辺でもロケを行い、撮影には半年以上をかけた。「土曜ワイド劇場」の一作として同年6月30日に放映され、「(当時の)番組最高視聴率」、芸術祭優秀賞、ギャラクシー賞、テレビ大賞などを受賞。
2018年、『実録・昭和の事件シリーズ コレクターズDVD』として、「深川通り魔殺人事件」ほか、実際に起こった事件に基づいた5作品と共にDVD化されている。
- NHKスペシャル「声～吉展ちゃん事件取調べテープ」1990年、NHK総合テレビ

ギャラクシー賞受賞。番組の詳細は脚注を参照。
- 『刑事一代 平塚八兵衛の昭和事件史』2009年　テレビ朝日　平塚八兵衛：渡辺謙、小原保：萩原聖人

ギャラクシー賞受賞。
- 「Mr.サンデー特別版・新証言＆極秘資料入手『東京オリンピックと世紀の大犯罪』～追跡！封印された死刑囚たちの“正体”～　」CX系、2014年10月12日放送、小原保役：柄本時生
- 『日本一の色男』1963年、東宝　監督：古澤憲吾

本件と内容的には一切関連性はないが、劇中、植木等演じる主人公行きつけの銭湯の壁に、吉展ちゃんの行方を尋ねる写真入りのポスターが貼られているのが確認できる。本件が公開捜査になって約3ヶ月が経過した、1963年7月13日公開。
- 『コンクリート・レボルティオ〜超人幻想〜』2015年　BONES　監督：水島精二　脚本：會川昇

吉展ちゃん誘拐殺人事件をモチーフの一つとした「牧大鉄君誘拐事件」という架空の事件が作中で発生する。

## 小説
- 『罪の轍』2019年、奥田英朗（新潮社)

吉展ちゃん事件をモデルにした誘拐事件を捜査する刑事たちを中心に当時の社会情勢を描く。